# Citadella (Budapest)

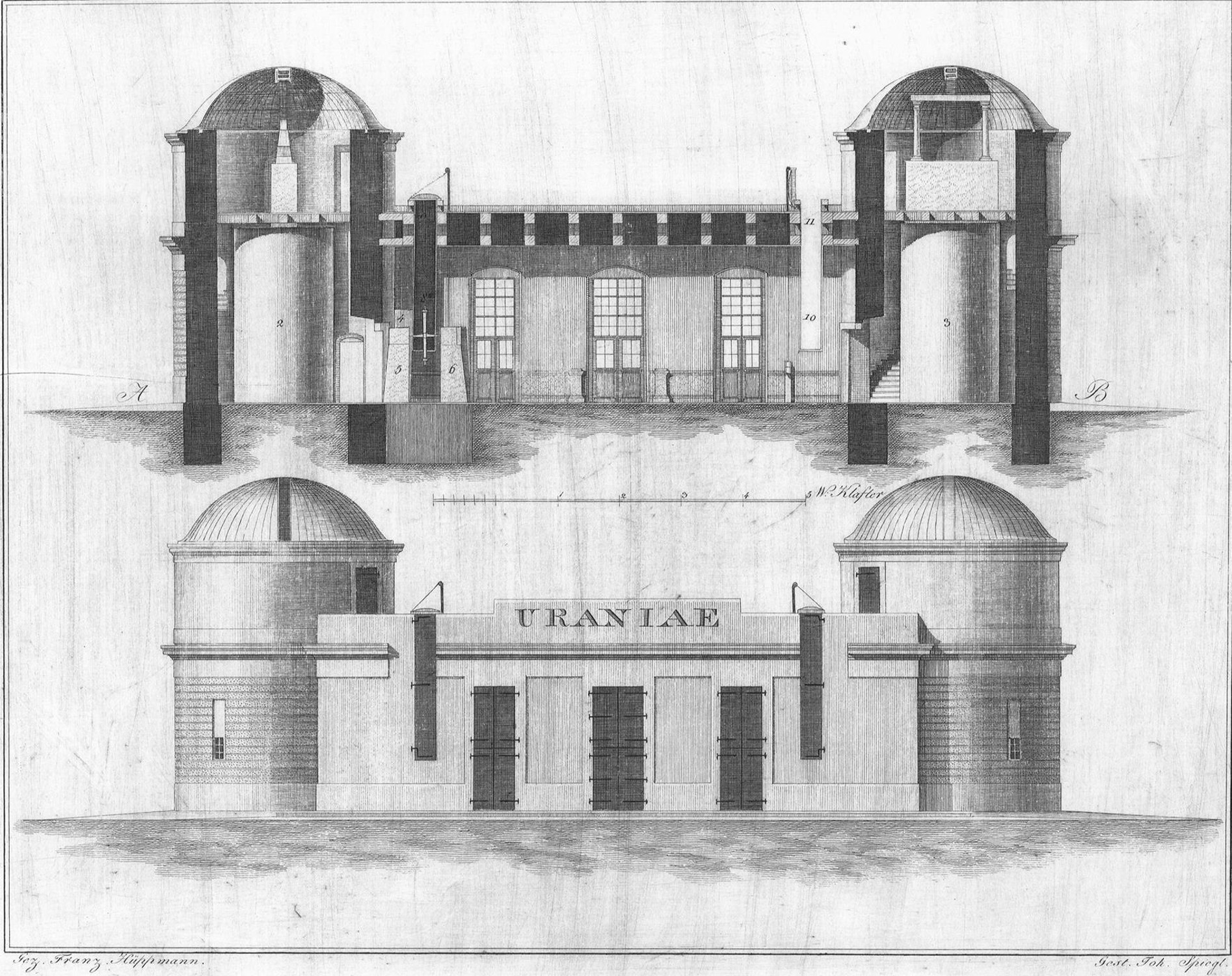
Az egykori csillagda, az Uraniae tervrajza 1813-ból

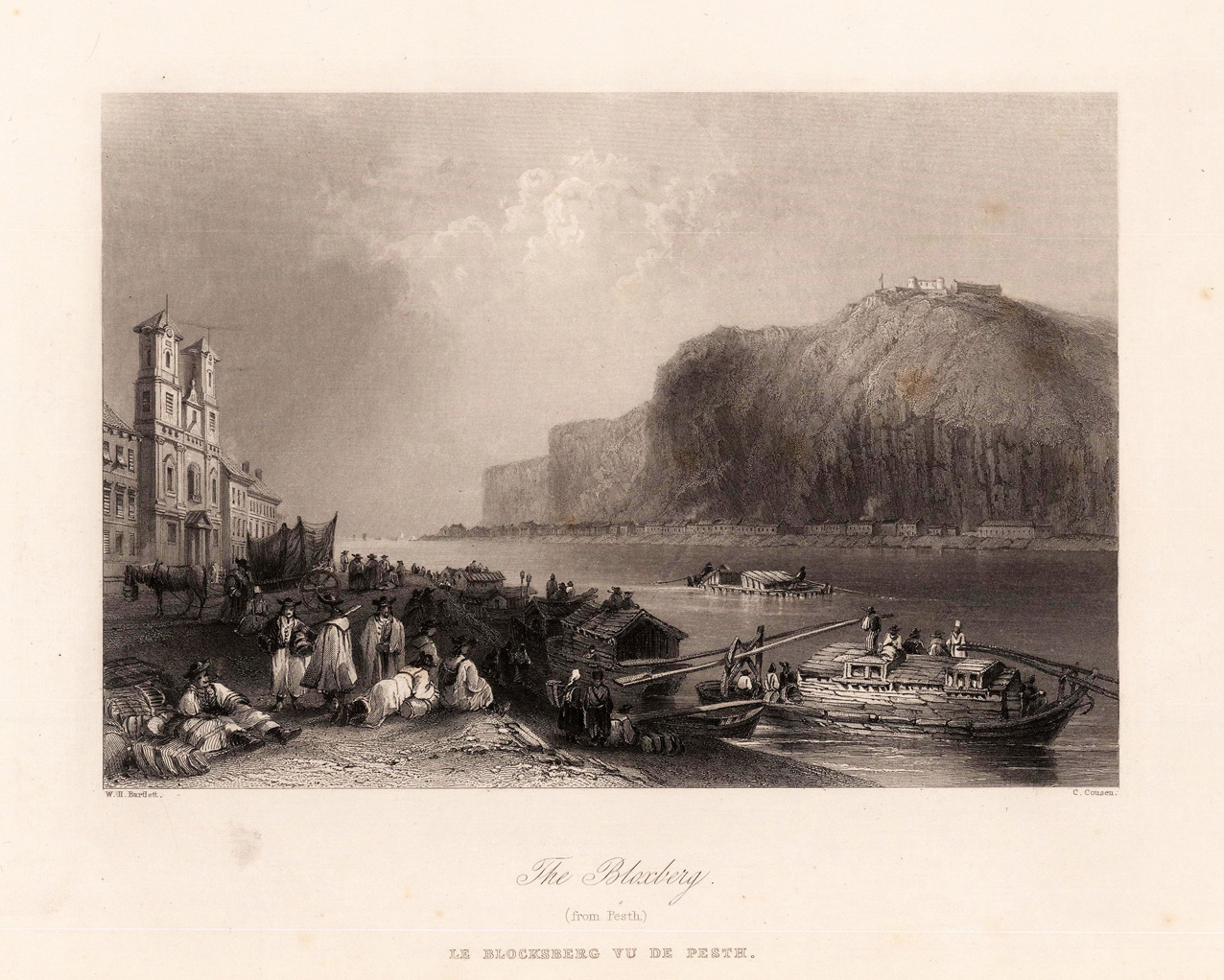
Az egyetemi Csillagda épülete 1844-ben.

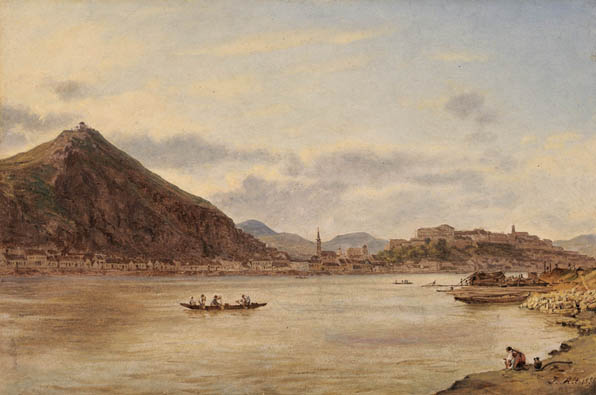
A Citadella helyén az 1849-es pusztulásáig az egyetemi Csillagda épülete volt.

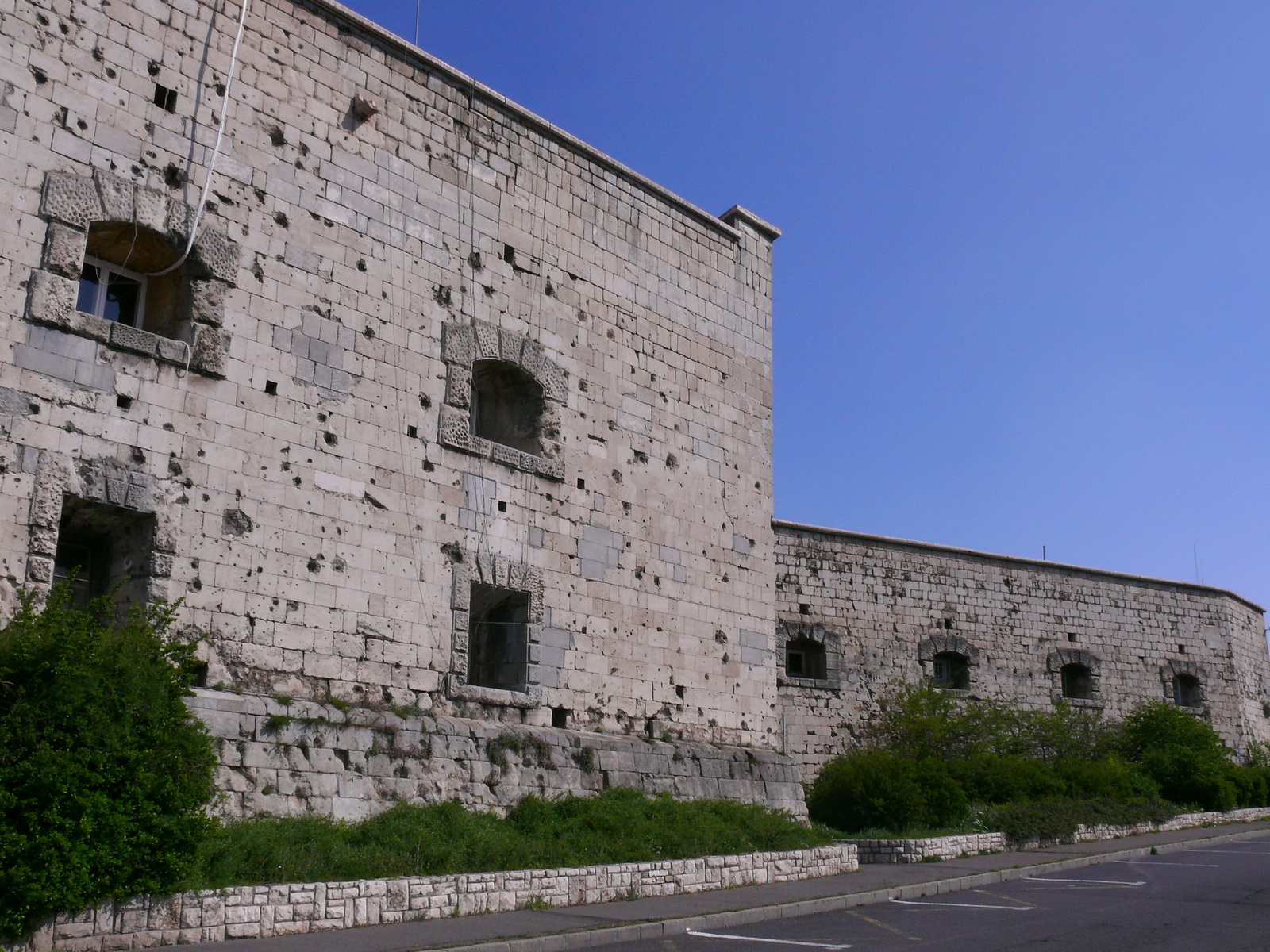
A Citadella déli falának részlete háborús golyónyomokkal

A Citadella Budapest XI. kerületében, a Gellért-hegy tetején fekvő erőd, melyet az 1848-49-es szabadságharc leverése után, 1854-ben emelt a Habsburg uralkodó.
Az UNESCO a budai Várheggyel és a Duna két partjának panorámájával együtt a Gellért-hegyet 1987-ben a világörökség részévé nyilvánította.

## Etimológia
A cittadella olasz szó fellegvárat jelent, azaz várszerű magaslati erődítményt vagy egy város legmagasabb pontján emelt, fallal körülvett, védhető részt.

## Történelem
A  Citadella erődjét az 1854-es létesítésekor, egy ókori eraviszkusz településre, az oppidum maradványaira építették rá, amelyek ezért jórészt megsemmisültek.
A 220 méter hosszú, 12–16 méteres falmagasságú erődöt Julius Jacob von Haynau építtette, akinek a nevéhez az 1848-49-es forradalmat és szabadságharcot követő megtorlás fűződik. Különlegessége, hogy a szokásos erődöktől eltérően nem az alatta elterülő város megvédése céljából épült, hanem épp ellenkezőleg: a Citadellának szánt szerep a pesti lakosság megfélemlítése volt. Erről tanúskodnak a városra néző ágyúállások is, ám szerencsére az ágyúkat kizárólag díszlövések leadására használták.
Buda török megszállása idején a Gellért-hegy tetején álló keresztény kápolna helyére palánkvárat építettek a törökök. 1813 és 1815 között József nádor javaslatára a palánkvár helyére egyetemi csillagvizsgáló épült. Az Uraniae (avagy Csillagda) épületét három európai uralkodó I. Sándor orosz cár, I. Ferenc osztrák császár és magyar király, valamint III. Frigyes Vilmos porosz király jelenlétében 1815-ben avatták fel, akik a napóleoni háborúkat lezáró Szent Szövetség megkötésére gyűltek össze, és utaztak Budára a létesítmény megnyitásra.
Buda várának 1849-es ostrománál a magyar honvédsereg katonái az ostromágyúkat a Gellért hegyen, az egyetemi Csillagda épületének közelében állították fel, bár erről a csillagda munkatársai megpróbálták lebeszélni a honvédeket. Az osztrák tüzérség válaszcsapásainak következtében a csillagászati intézmény épülete teljesen megsemmisült, a súlyosan sérült épületeket az ostrom alatt kifosztották.
Az ostrom tapasztalatai után, a gyászos emlékű Bach-korszakban a bécsi haditanács úgy határozott, hogy a korszerűtlen budai vár helyett egy jól védhető, a hadászati elveknek megfelelő erődrendszert kell kiépíteni Pest–Buda köré – célja a külső ellenség visszaverése és a belső forradalomra hajlamos magyar lakosság megfékezése. Ennek első erődjét a Gellért-hegyen kezdték megalapozni Emmanuel Zitta osztrák hadmérnök tervei alapján 1850-ben. A munkálatok költségeire kétszázezer forintot rendelt Ferenc József osztrák császár. A Citadella helyét az 1849-ben elpusztított Csillagda és a körülötte lévő virág- és szőlőskertek területén jelölték ki. A csillagda romjait felrobbantották. A tervek szerint a 220 méter hosszú, 60 méter széles, 4 méter vastag kőfalakkal védelmezett erőd lőrései mögé 60 korszerű ágyút helyezhettek el. Négy esztendő múltán már bevonulhatott kazamatáiba az osztrák katonaság, akiknek ágyúi fenyegetően néztek a túlparti Pest városára. Az erődrendszer többi része sohasem készült el, mivel a Monarchia hadvezetése végül Komárom városa körül készítette el az „utolsó védőbástyát”. A Citadella a zsarnokság és az abszolutizmus szimbóluma lett a magyarok szemében.
A gyűlölt osztrák erőd az 1867-es osztrák-magyar kiegyezéssel elvesztette hadászati célját, de a katonaság csak 1899-ben vonult ki falai mögül. Ekkor a lelkes budapesti lakosság nyomására jelképes bontásokat végeztek a bejárata feletti falrészen, de az egész ellenszenves objektum lebontására nem volt elegendő anyagi forrás.

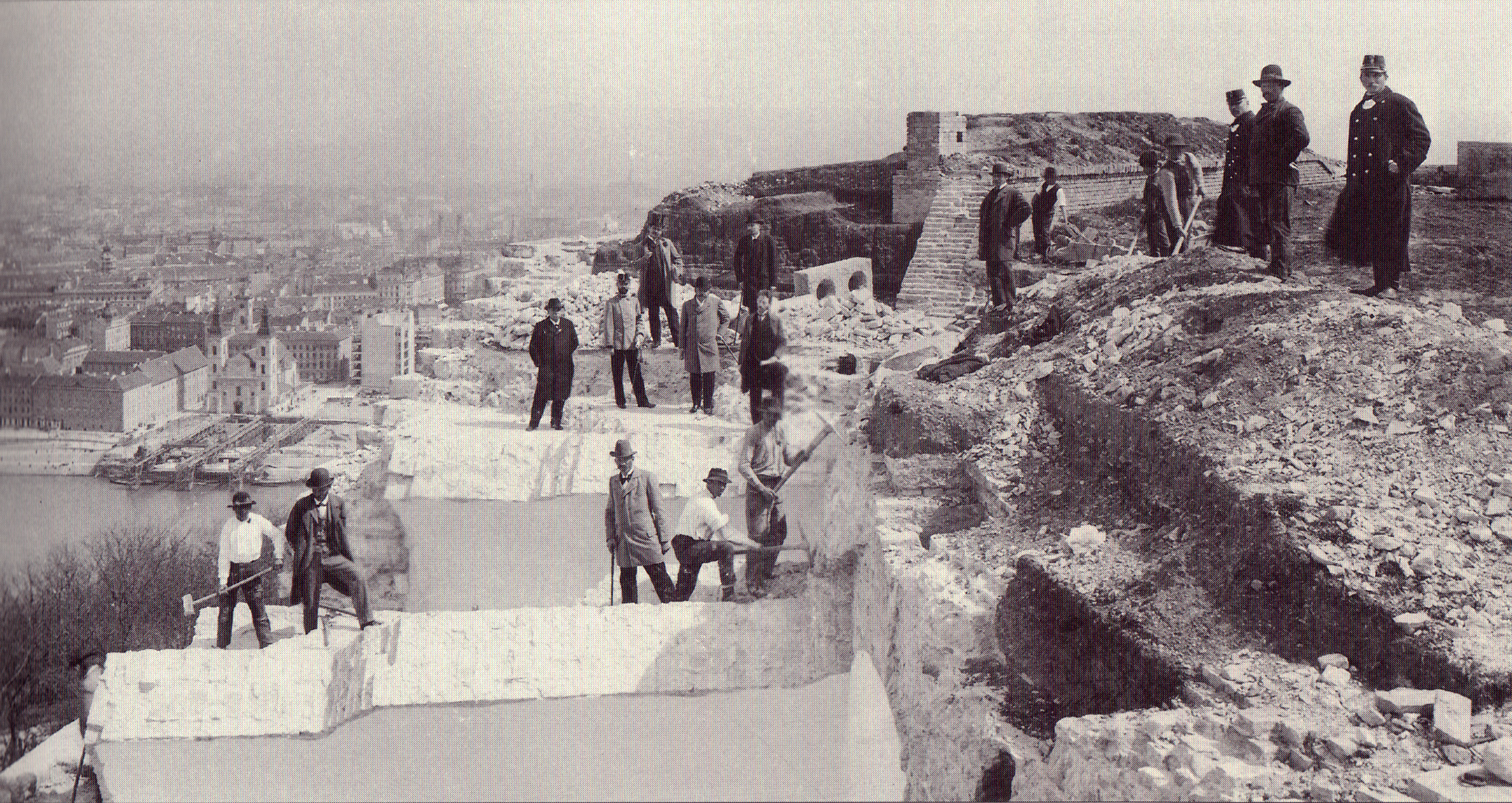
A Citadella katonai jellegének megszüntetése, 1897–1898 között. (A háttérben, a Belvárosi Templom mellett folynak a régi Erzsébet híd pesti pillérének alapozási munkái).

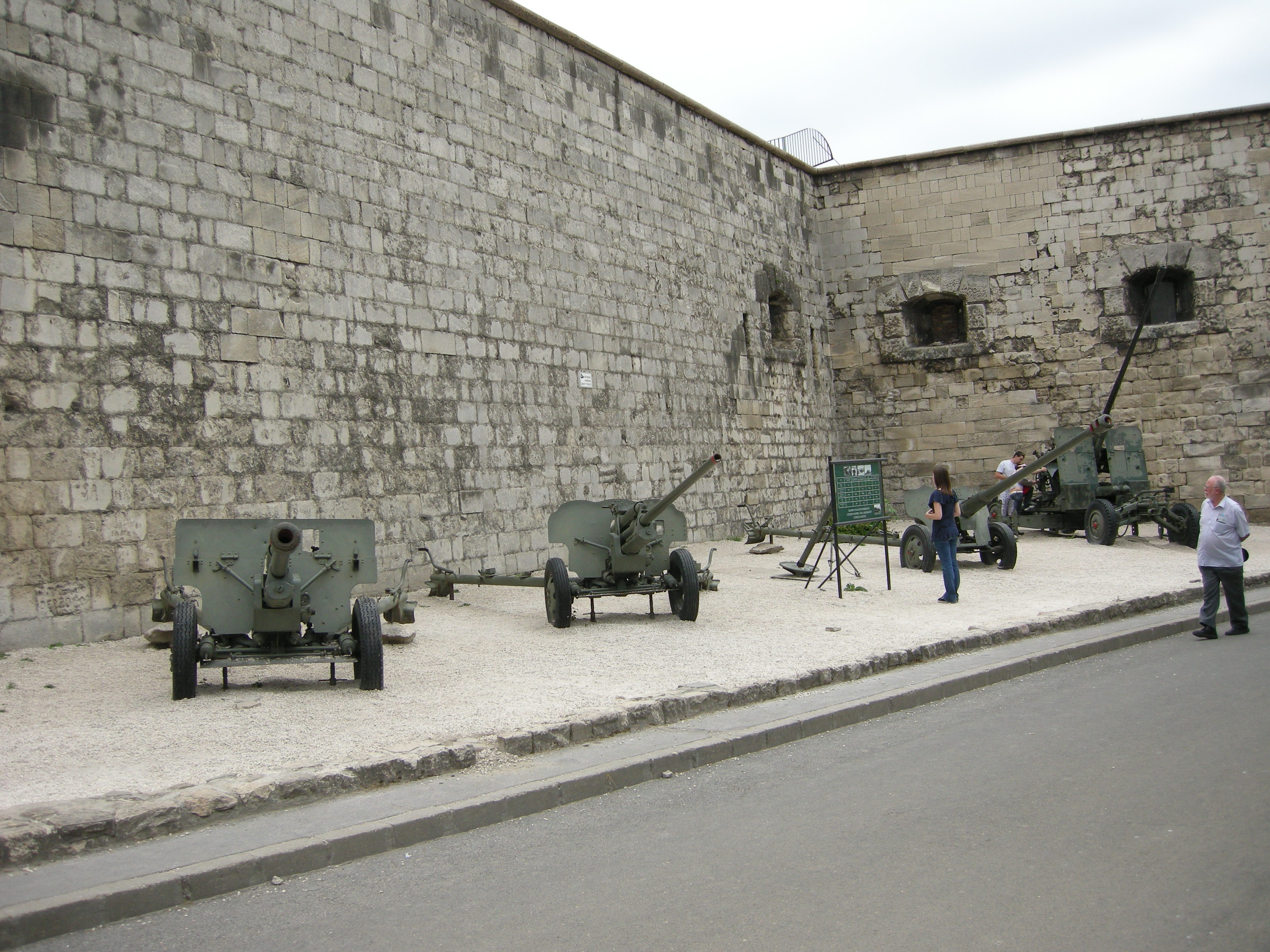
Szovjet ágyúk a Citadella tövében

Jegyzőkönyvileg 1897 októberének végén került a demilitarizált Citadella az akkor közel 25 éves főváros birtokába:
3. § Eme adásvevési jogügylet létrejötte esetére a gellérthegyi erőd, továbbá az Ujépület telkének szabályozása folytán nyilvános utczákra és terekre eső területek minden ellenérték szolgáltatása nélkül, ingyen mennek át Budapest székesfőváros közönségének tulajdonába; de kikötendő, hogy a székesfőváros az uj laktanyákhoz szükséges telkek közül azokat, a melyek fővárosi tulajdont képeznek, a leltári becsérték ellenében bocsátja át az állam tulajdonába, továbbá, hogy a gellérthegyi erődöt lebontatja s a Gellérthegyen szükség esetén katonai megfigyelő- és táviró állomás létesitését minden ellenszolgáltatás nélkül megengedni tartozik.
A Citadella és néhány budai laktanya átadásáért cserébe a főváros jelentős külterületi ingatlanok tulajdonáról mondott le a bécsi hadügyi tárca javára. Ekkor a falát egy részen jelképesen megbontották, jelezvén, hogy katonai szerepe megszűnik.
Utolsó hadászati célú használata a második világháborúban, Budapest ostroma idején, a támadó szovjet Vörös Hadsereg 2. és 3. Ukrán Frontjával szemben történt, amikor a német és magyar csapatok légvédelmi bázisául szolgált, míg kazamatáiban raktárakat és sebesült ellátó helyet rendeztek be. A harcokban megsérültek védművei, ennek nyomait a 2020-as évek eleji felújításig jól lehetett látni.
Az 1960-as években már idegenforgalmi szerepet szántak neki, ezért 1961-től kezdve átalakították: szállodát és vendéglőt nyitottak benne. Ekkor épült meg mai formájára a hegytetőre felvezető Szirtes út és az egykori erőd körüli műút. Az erőd 1963-ra, körülötte a sétányok pedig 1965-ben készültek el, azóta műemlék. Vonzerejét elsősorban a falairól körbe nyíló elsőrangú kilátásnak köszönheti.
Az erőd keleti, városra néző fala tövében áll a Szabadság-szobor, Kisfaludi Strobl Zsigmond 1947-ben felállított alkotása.  A szobor talapzata előtt álló szovjet katona szobrát 1992-ben távolították el és átszállították a budatétényi Memento Parkba.

## Jelen
2021 tavaszán átépítés miatt kordonokkal lezárták az erődöt. A munkák befejezését 2023-ra tervezték. 2022 tavaszára félig elbontották az egykori műemlék erőd masszív falait. Felújítás vette kezdetét 2024-ben.

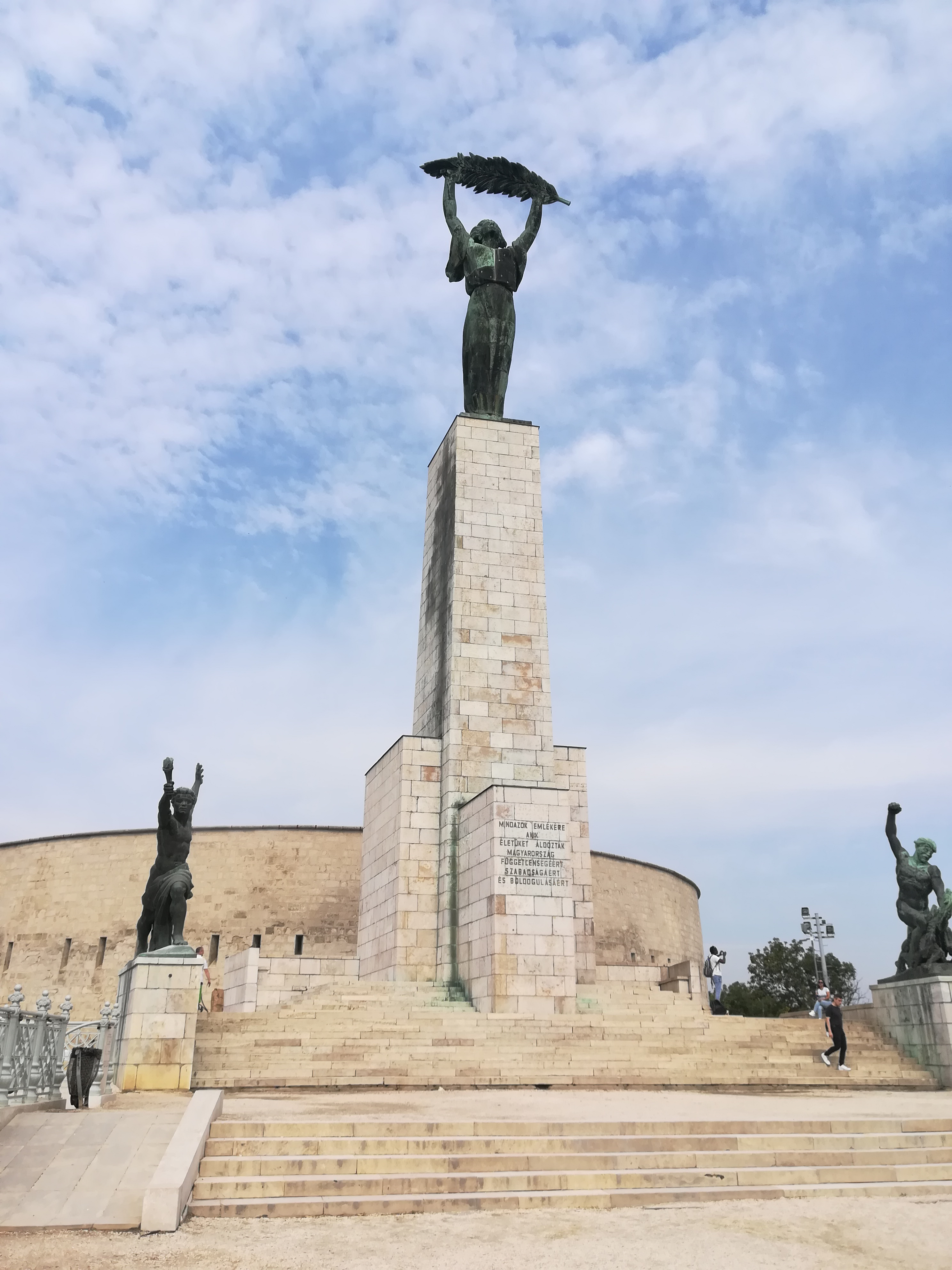
A szabadság szobor a citadellán

## Hasznosítás
A monumentális Citadella erődje 2014 óta elhagyatott, zárva van. Tetején több rádióadó sugározza adását. Vastag falai között étterem és szálloda üzemelt a közelmúltig. Korábban a hadtörténelem iránt érdeklődők megnézhették a kazamatáiban berendezett, 1944-es ostromra emlékeztető háborús panoptikumot. A békésebb korszakra emlékeztetett a Budapest anno című fotókiállítás, amely felidézi a rohamosan fejlődő nagyváros képeit a XIX. század végéig.
A Citadella tövében szabadtéri kiállításként látható volt néhány szovjet fegyver, ezek a következőek:
- egy 76 mm-es 1942 mintájú hadosztályágyú (ZiSZ–3), 1942-ben rendszeresítve
- egy 57 mm-es 1943 mintájú páncéltörő ágyú (ZiSZ–2), 1943-ban rendszeresítve
- egy 82 mm-es 1937 mintájú gyalogsági aknavető (BM–37), 1937-ben rendszeresítve
- egy 85 mm-es 1944 mintájú hadosztályágyú (D–44), 1944-ben rendszeresítve
- és egy 57 mm-es AZP SZ–60 légvédelmi gépágyú, 1950-ben rendszeresítve

## Képgaléria

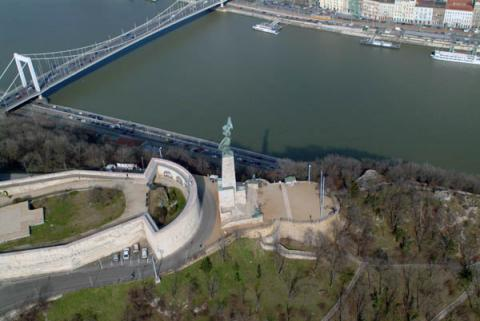
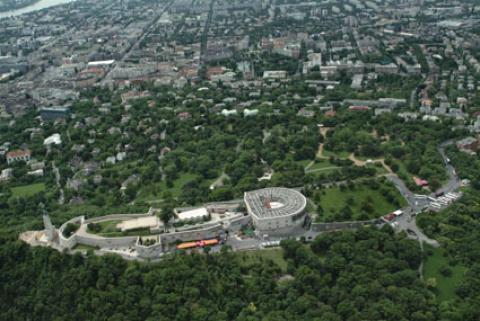
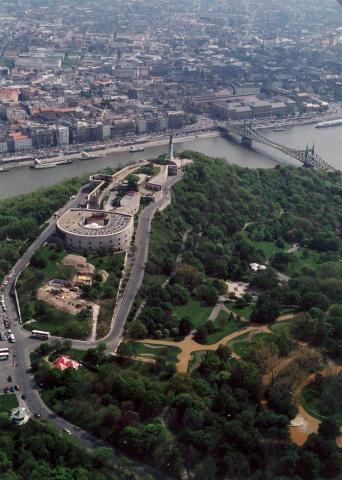
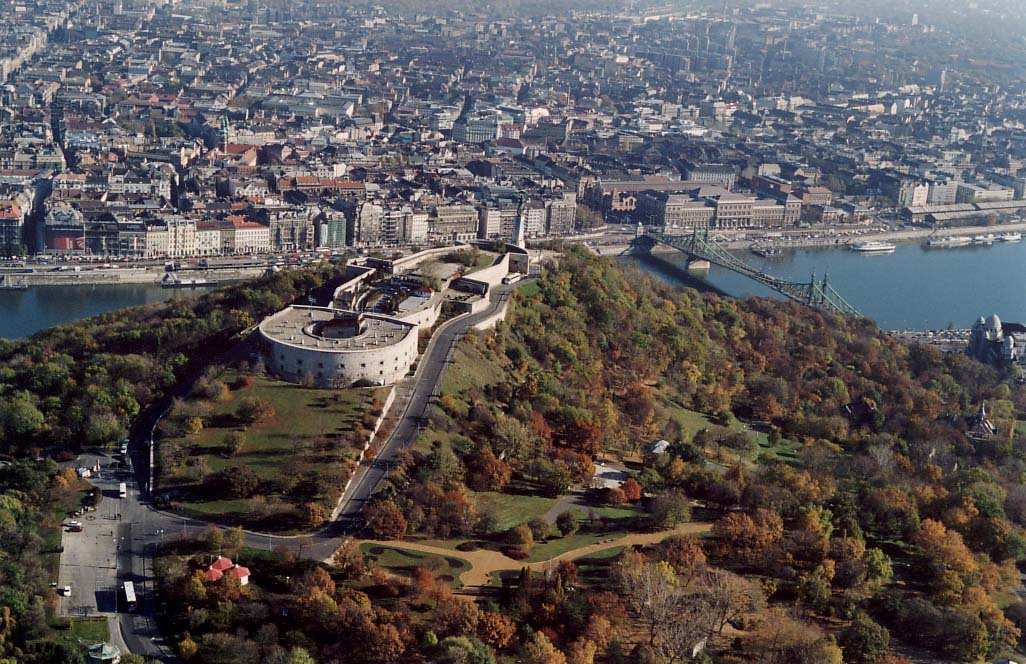
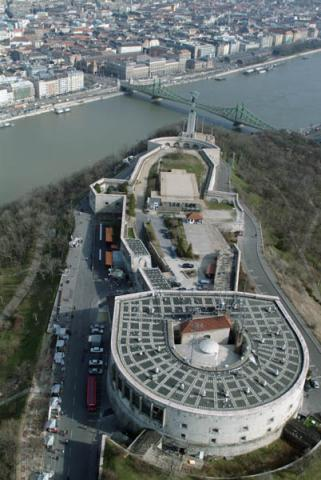
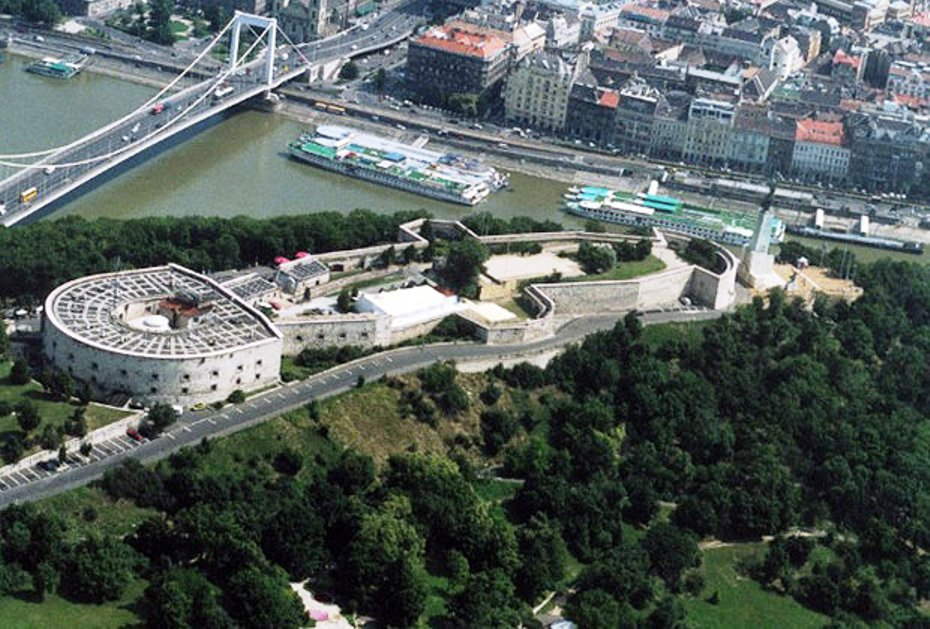
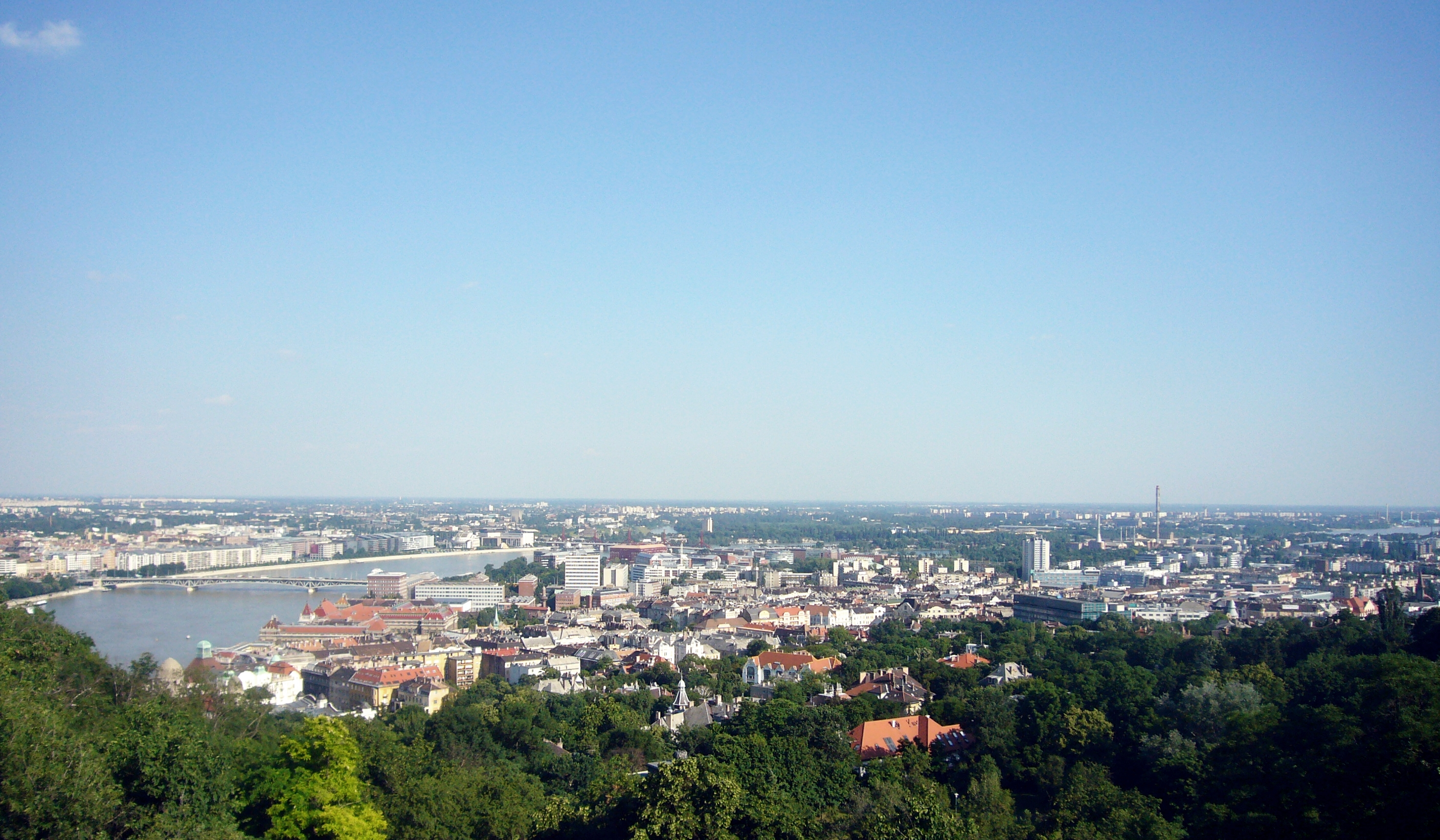
Látkép a Citadelláról Újbuda irányába (háttérben Csepel)
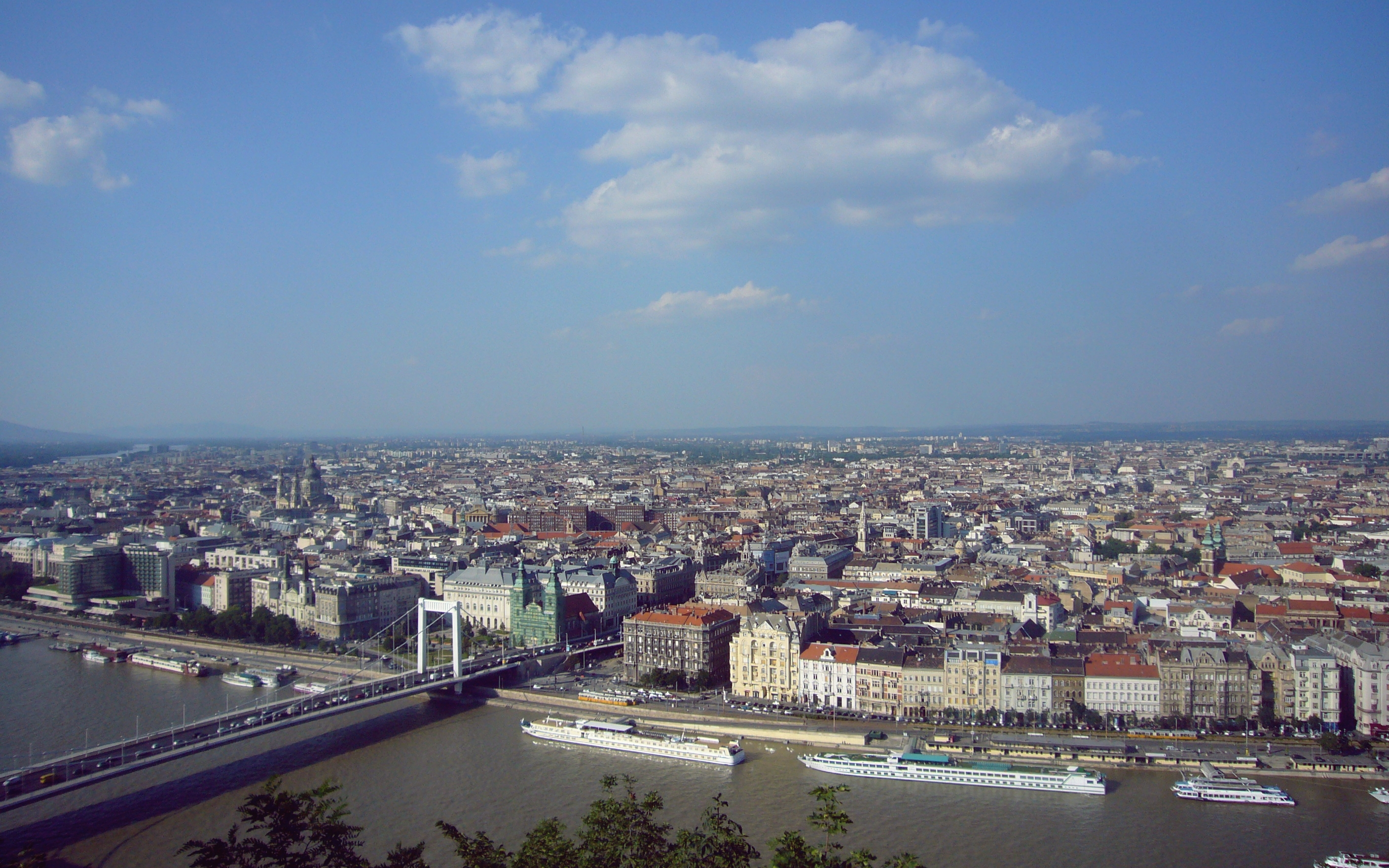
Látkép a Citadelláról a pesti oldal irányába az Erzsébet híddal
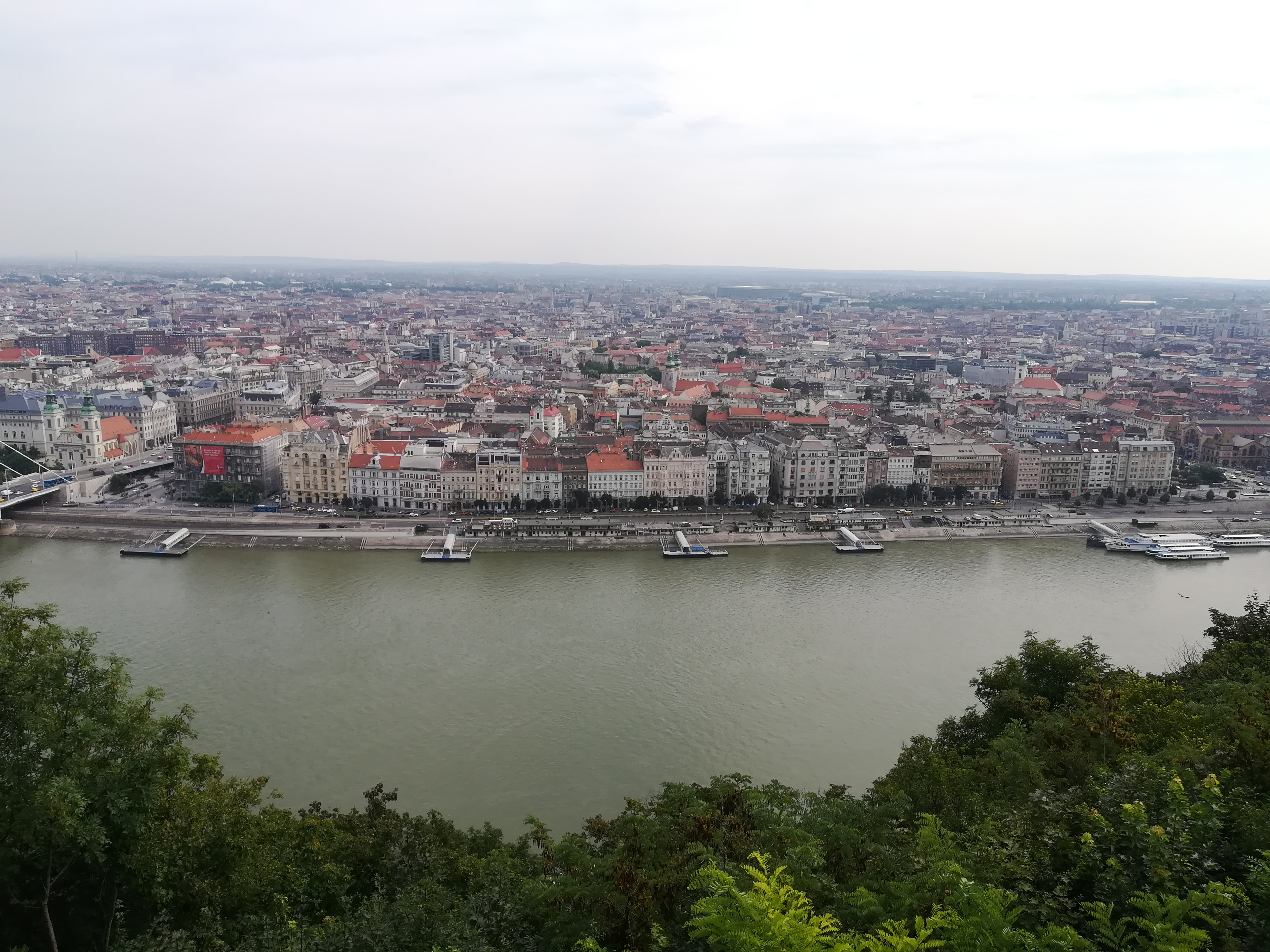